# Joseph Lombardo
Joseph "Joey" Lombardo, även känd som Joey "the Clown" Lombardo, född 1 januari 1929 i Chicago, död 19 oktober 2019 i Fremont County, Colorado, var en länge efterspanad medlem av maffian i Chicago (the "Chicago Outfit"), innan han i januari 2006 greps av polisen, och tillsammans med 13 andra från maffian anklagades för att ha planlagt minst 18 mord. Han dömdes senare till ett långt fängelsestraff, och avled i fängelse 2019.